# プール・オブ・ロンドン

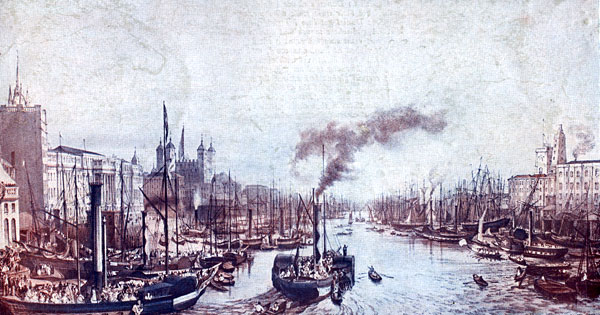
ロンドン橋からの眺望
1841年

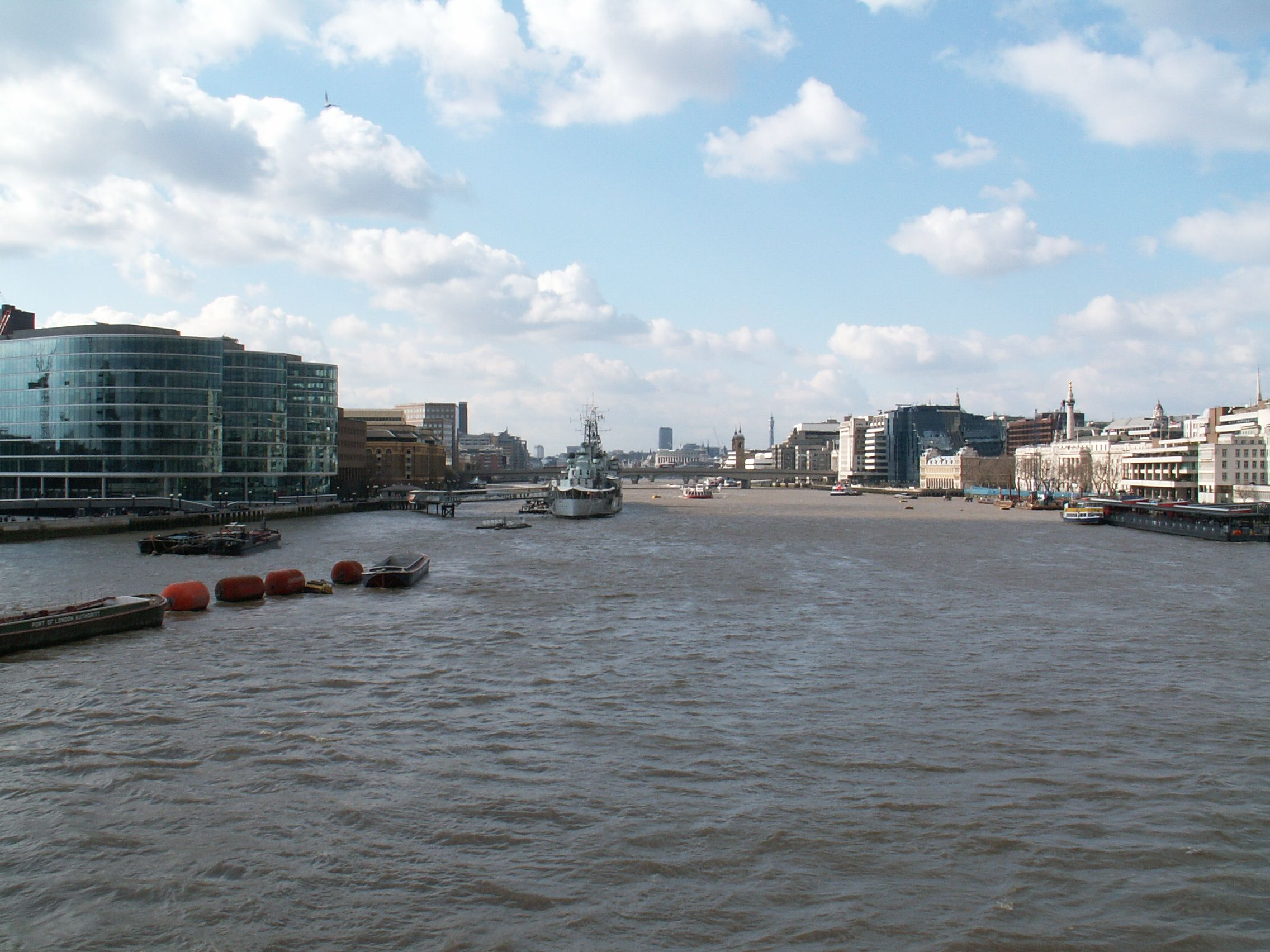
現在のプール

プール・オブ・ロンドン (Pool of London) とはイギリスの首都ロンドンにおいてシティ・オブ・ロンドンがテムズ川に接する岸辺をさす。具体的にはロンドン橋から下流のロザーハイズ辺りまでである。上流側のアッパー・プールとロアー・プールで構成される。アッパー・プールはロンドン橋からタワー・ブリッジまで、ロアー・プールはタワー・ブリッジからロザーハイズのチェリー・ガーデン・ピアまでを指す。大型の外洋船が入り込めるのがこの付近までである。
7世紀イングランドの聖職者ベーダ・ヴェネラビリスはプールの重要性について指摘している。
18世紀から19世紀にかけてテムズの水運が最高潮に達し、両岸は数マイルに渡って波止場となり数多くの船がそこに停泊していた。あまりの混雑ぶりに船から船に飛び移っていけばテムズを渡ることができるとさえ言われた。しかし停泊する船や荷揚げされた貨物を保護する施設はなく、泥棒たちが簡単に船に上がりこみ、荷物を盗んで売りさばくようなこともあった。このようなプール・オブ・ロンドンの状況を改善するために建設されたのがドックランズであり、閉鎖式のドックがロンドン東部に軒を並べるようになった。
1843年、ロザーハイズとワッピングを結ぶ道路は船舶の航行を妨げないようテムズトンネルが建設された。
1960年代に行われた海上コンテナの導入と他の港湾の開発によってテムズの水運量は劇的に減少した。プール・オブ・ロンドンの波止場も大半閉鎖され、朽ち果てるにまかされた。1980年代から1990年代にかけて地区の再開発が行われ、近代的な商業エリアに生まれ変わった。21世紀に入ってもプール・オブ・ロンドン・パートナーシップが設立されるなど開発計画は現在も進行中である。
付近にはロンドン橋、タワー・ブリッジ、セント・キャサリンズ・ドック、ロンドン塔、ガイズ病院、シティ・ホール、ベルファスト (軽巡洋艦)、バラ・マーケット、ヘイズ・ガレリアなどが立地する。

## 関連
- ポート・オブ・ロンドン
- プール・オブ・ロンドン (1951年の映画)